# El desembarco de María de Médici en el puerto de Marsella
El desembarco de María de Médici en el puerto de Marsella es un cuadro del pintor flamenco Pedro Pablo Rubens. Es uno de los cuadros del ciclo de la Vida de María de Médici, que ocupó al autor entre 1621 y 1625 y fue sin duda el encargo más importante de su vida. Se trata de una pintura al óleo sobre tela, que mide 3,94 metros de alto y 2,95 m de ancho. Actualmente se conserva en el Museo del Louvre de París (Francia).
En esta tela se representa un tema histórico. María de Médici, que había sido la reina de Francia como consorte de Enrique IV, era al tiempo de la ejecución de los cuadros la reina madre y regente, dado que el rey Luis XIII había ascendido al trono a los nueve años (en 1610). El encargo fue realizado por la propia María, con la finalidad de reforzar su soberanía y legitimidad en unos tiempos en que su hijo Luis XIII entraba en conflicto con su madre. El programa de toda la serie fue ideado por el abad de Saint-Ambroise, pero igualmente contribuyeron con sus propuestas la reina, el cardenal Richelieu y el propio pintor. 
Rubens dibujó los esbozos en París, pero la ejecución material fue llevada a cabo con ayuda de colaboradores en Amberes. Mientras que los cuadros de la serie se conservan en el Louvre, los esbozos están en la Alte Pinakothek de Múnich. 

### Descripción de la obra
En este cuadro se representa un hecho histórico ocurrido el 3 de noviembre de 1600: María de Médici llega a Marsella. La composición  de la escena es descentrada, con un dinamismo típicamente barroco. La nueva reina es recibida por dos figuras alegóricas: una  que representa a Francia, con casco y flores de lis, así como otra figura que personifica la ciudad de Marsella, en una corona formada por torres. Una fama alada sobrevuela, anunciando el evento con una trompeta.
Rubens ha infundido la escena con personificaciones alegóricas y figuras mitológicas para glorificar el evento, así el espectador no tiene ninguna duda sobre la naturaleza especial de este. De esta manera elimina las fronteras entre lo histórico, lo terrenal y las fuerzas eternas. Junto a los personajes históricos o reales del plano superior coexisten los personajes mitológicos en el mar: monstruos marinos, sirenas, ninfas, en los que abundan los opulentos desnudos y los colores cálidos típicos de la escuela veneciana. En primer plano se encuentra Neptuno que asegura su llegada sana y salva. Tritón y tres nereidas musculosas amarran el barco, elaboradamente tallado, para encallarlo.